# 689 هـ
689 هـ هي سنة في التقويم الهجري امتدت مقابلةً في التقويم الميلادي بين سنتي 1290 و1291.

## مواليد
- أبو الربيع المريني
- ابن الوردي

## وفيات
- المنصور قلاوون